# Eleutherodactylus turquinensis
Eleutherodactylus turquinensis är en groddjursart som beskrevs av Barbour och Shreve 1937. Eleutherodactylus turquinensis ingår i släktet Eleutherodactylus och familjen Eleutherodactylidae. IUCN kategoriserar arten globalt som akut hotad. Inga underarter finns listade i Catalogue of Life.